# Classe Comus
La classe Comus est une classe de corvettes de la Royal Navy, reclassées comme croiseurs en 1888. La classe est un exemple de la transition de la marine de la fin de l'époque victorienne. Dans la conception, les matériaux, l'armement et la propulsion, les membres de la classe ressemblent à leurs ancêtres à voile en bois, mais se mélangent aux caractéristiques des croiseurs à vapeur sans mât, entièrement métalliques qui suivent.
Malgré leurs qualités, elles eurent des carrières relativement courtes, car elles furent bientôt rendues superflues par la flotte construite dans le cadre du Naval Defence Act de 1889. Au tournant du siècle, elles furent toutes en réserve, reléguées à des fonctions subsidiaires ou mises au rebut.

## Description
La planification de six corvettes à coque métallique commence en 1876. Ces navires, devenues les corvettes de classe Comus, sont conçus par Nathaniel Barnaby. Parmi les dernières corvettes à voile de la Royal Navy, elles complètent un vaste gréement à voile par des moteurs puissants. Contrairement à leurs rivaux français, qui construisent des bateaux à vapeur rapides et n'ont besoin ni d'une longue portée ni d'un gréement complet de voiles, la Royal Navy exige que ses croiseurs soient capables d'effectuer de longs voyages loin des dépôts de charbon. Les navires ont donc une coque large pour manipuler les voiles, ce qui les rend plus lents à la vapeur que leurs homologues français.
Les navires britanniques sont similaires en apparence et en disposition aux petits croiseurs plus anciens à coque en bois et en composite qu'ils sont destinés à remplacer, bien que plus grands et plus puissamment armés. Les navires sont parmi les premiers des petits croiseurs à être dotés de coques métalliques, avec des cadres en fer ou en acier. La pièce reliant la quille à l'étrave est un éperon forgé en laiton, une caractéristique alors en vogue. Comme pour les navires en bois plus anciens, la coque est recouverte d'un revêtement en cuivre sous la ligne de flottaison, mais ce bois sert simplement à séparer la coque en fer du revêtement en cuivre afin d'éviter la corrosion électrolytique. Le bois s'étend jusqu'au pont supérieur ; il est en deux couches de la quille jusqu'à 3 pieds (1 m) au-dessus de la ligne de flottaison, et une couche au-dessus.
Dans un premier cas où un seul constructeur assume la responsabilité de construire une classe entière, les contrats pour les six premiers navires sont tous attribués à la John Elder & Company à Govan, sur la Clyde. Ils sont tous équipés de moteurs composés à 3 cylindres, un cylindre haute pression de 46 pouces (1 m) de diamètre étant flanqué de deux cylindres basse pression de 64 pouces (2 m) de diamètre.
Deux à trois ans plus tard, l'Amirauté ordonne la construction de trois navires supplémentaires selon le même modèle. La construction de ceux-ci est confiée aux chantiers navals royaux de Chatham et de Portsmouth. Ce deuxième groupe se distingue par le transport d'un gréement de barque au lieu du gréement de navire des six premiers navires. Les moteurs composés du nouveau lot étaient de type 4 cylindres, avec deux cylindres haute pression de 36 pouces (1 m) de diamètre et deux cylindres basse pression de 64 pouces (2 m) de diamètre.
Dans la classe Comus, la proue au-dessus de la ligne de flottaison est presque droite, contrairement à celle des voiliers en bois. Les corvettes ont des galeries arrière, semblables aux frégates plus anciennes, mais les sabords sont faux et il n'y avait pas de bouteilles. Les navires ont une barque ou un gréement de voile sur trois mâts, y compris des bonnettes sur les mâts avant et principaux. Les mâts sont retenus par des haubans ancrés à des cadènes fixées à l'intérieur des bordés, plutôt qu'à l'extérieur comme sur les voiliers en bois. Les gréements à voile leur permettent de servir dans les zones où les postes de ravitaillement sont rares, et de s'appuyer sur les voiles pour se propulser.
Les navires ont deux ponts complets, supérieur et inférieur, avec des ponts partiels au niveau du gaillard d'avant et de la poupe. Le gaillard d'avant est utilisé pour les têtes et l'espace de travail pour les câbles. La dunette contient des cabines pour le capitaine, le premier lieutenant et l'officier de navigation, la double roue est abritée sous son extrémité avant. Entre ceux-ci se trouve la dunette ouverte sur laquelle se trouve la batterie. Sous le pont inférieur se trouvent des espaces pour l'eau, les provisions, le charbon et les magasins d'obus et de poudre. Au milieu du navire se trouvent les salles des machines et des chaufferies. Ceux-ci sont recouverts d'un pont blindé de 1,5 pouces (4 cm) d'épaisseur et d'environ 100 pouces (3 m) de long. Cette armure se trouve à environ 30 pouces (1 m) sous le pont inférieur, et l'espace entre les deux peut être utilisé pour un stockage de charbon supplémentaire. Les locaux des machines sont flanqués de soutes à charbon, offrant une certaine protection aux machines et aux magasins sur les côtés. Le pont inférieur est utilisé pour l'accostage de l'équipage du navire ; les officiers à l'arrière, les adjudants et les sous-officiers à l'avant et les matelots au milieu du navire, comme c'est la tradition. Les sommets des soutes à charbon, qui dépassent au-dessus du niveau du pont, servent de sièges aux tables du mess. Les espaces de vie sont bien ventilés et constituent une amélioration par rapport aux navires précédents.
Il y a quelques améliorations dans la conception parmi les membres de la classe, et l'armement en particulier change au cours de leur carrière. En 1881, une version agrandie du modèle est élaborée par Barnaby, la coque étant allongée de 10 pieds (3 m) supplémentaires. Deux navires sont commandés selon ce modèle ultérieur, qui devient la classe Calypso (en). Les Comus et les Calypso sont parfois appelées la « classe C » des corvettes, un terme informel plutôt qu'une désignation officielle.

## Navires
| Ship      | Quille posée      | Architecte | Constructeur                | Lancement         | Commission        | Reconversion                             | Statut                           |
| --------- | ----------------- | ---------- | --------------------------- | ----------------- | ----------------- | ---------------------------------------- | -------------------------------- |
| Comus     | 17 août 1876      | John Elder | John Elder                  | 3 avril 1878      | 23 octobre 1879   | Mis en réserve en 1900                   | Vendu pour la démolition en 1904 |
| Curacoa   | 17 août 1876      | John Elder | Humphrys, Tennant and Dykes | 18 avril 1878     | 24 février 1880   | tender annexe                            | Vendu pour la démolition en 1904 |
| Champion  | 17 août 1876      | John Elder | John Elder                  | 1 July 1878       | 7 décembre 1880   | Navire-école des chauffeurs              | Vendu pour la démolition en 1919 |
| Cleopatra | 17 août 1876      | John Elder | Humphrys, Tennant and Dykes | 1 août 1878       | 24 août 1880      | navire-école, ponton                     | Vendu en 1931, démoli en 1933    |
| Carysfort | 17 août 1876      | John Elder | John Elder                  | 26 septembre 1878 | 15 septembre 1880 | Mis en réserve en 1901                   | Vendu pour la démolition en 1899 |
| Conquest  | 17 août 1876      | John Elder | Humphrys, Tennant and Dykes | 28 octobre 1878   | 18 avril 1885     | Mis en réserve en 1894                   | Vendu pour la démolition en 1899 |
| Constance | 14 septembre 1878 | Chatham    | John Penn and Sons (en)     | 9 juin 1880       | 3 octobre 1882    | Mis en réserve en 1889                   | Vendu pour la démolition en 1899 |
| Canada    | 7 July 1879       | Portsmouth | J. and G. Rennie (en)       | 26 août 1881      | 1 mai 1883        | Mis en réserve en 1896                   | Vendu pour la démolition en 1898 |
| Cordelia  | 17 July 1879      | Portsmouth | J. & G. Rennie              | 25 octobre 1881   | 25 janvier 1887   | Mis en réserve en 1898, sinistré en 1902 | Vendu pour la démolition en 1904 |